# 保尔德河

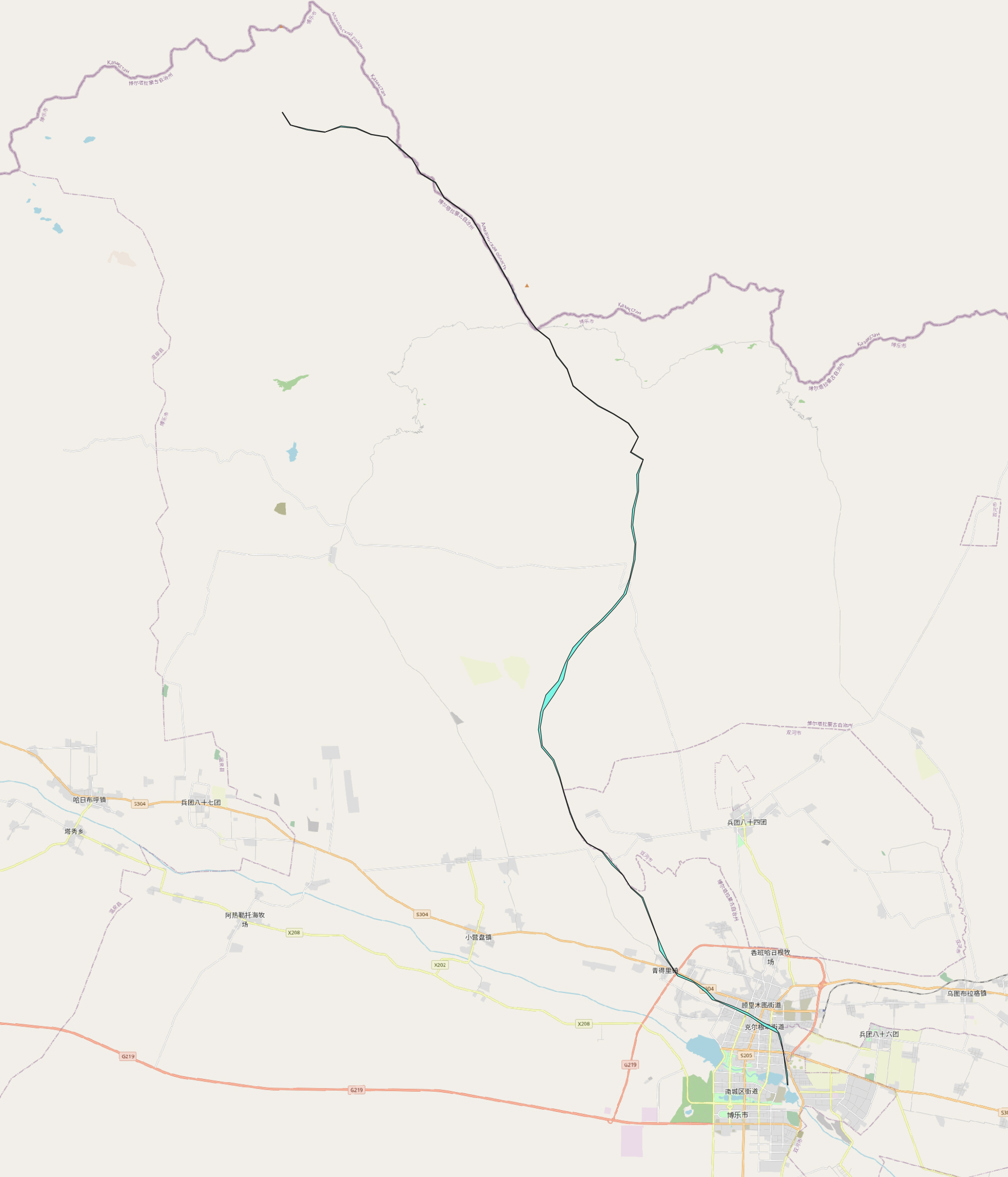
博尔塔拉蒙古自治州政府公布的的保尔德河河道管理范围

保尔德河，也称保尔德苏河，位于中华人民共和国新疆维吾尔自治区博尔塔拉蒙古自治州博乐市西北部地区的一条河流，源流呈典型的扇状水系，由发源于阿拉套山南坡的多条河沟于乌朗库吐勒汇集而成，根据博尔塔拉蒙古自治州政府2020年公布的河道管理范围，干流河道自汇合口向东南流经夏尔希里自然保护区，至巴力其格托哈转南流，约5千米后出山口，山口处建有保尔德水库。出山口后逐渐转西南流，于小营盘镇青得里浩特呼尔村以东转东南流，部分河段成为博乐市与双河市石峪镇（新疆生产建设兵团第五师八十四团）之间的界河，经博乐市青得里镇和博乐市北部城区，最后汇入博乐市区东南的八一水库。河道管理范围长77千米，山口以上集水面积342平方千米，年均径流量约0.8亿立方米。上游的夏尔希里地区长期为中、哈两国的争议领土，为严格的军事禁区，基本无人类活动，保持着原始的自然生态系统。